# Paso de Shipka
El paso de Shipka (en búlgaro: Шипченски проход, Shipchenski projod) (altitud 1.150 m) es un pintoresco puerto o paso de montaña a través de los Montes Balcanes en Bulgaria. Marca la frontera entre la provincia de Stara Zagora y la provincia de Gabrovo y conecta Gabrovo y Kazanlak. Forma parte del parque natural de Bulgarka.
El puerto son 13 km por carretera al norte del pequeño pueblo de Shipka. Le cruza una carretera y vía férrea, que van desde Ruse en el río Danubio hasta Stara Zagora y desde allí hasta Edirne en Turquía.
Una carretera también lleva desde el paso hasta la cima del Buzludja, 12 km al este.